# Теория «горячих» и «холодных» медиа Маршалла Маклюэна
Теория «холодных» и «горячих» медиа — это теория, разработанная Маршаллом Маклюэном и представленная в его книге «Понимание средств коммуникации: Продолжение человека» в 1964 году.
В первой части книги автор выдвигает свою концепцию о «холодных» и «горячих» медиа, или как их ещё называют — СМИ или средства массовой коммуникации (далее СМК).
Маклюэн одним из первых обратил внимание на взаимосвязь СМК и развития общества. Он считал, что медиа — это продолжение органов чувств, и именно отсюда появилось деление на «горячие» и «холодные» медиа. Главными различиями этих типов медиа он видит в количестве исходящей из медиа информации и степень вовлечённости, которые эти медиа предоставляют, и в целом характер влияния медиа. Касаемо вовлечённости Маклюэн говорит о том, требуют ли медиа участия в них человека — те, медиа, что требуют, он называет «холодными», и наоборот — медиа, не требующие участия человека, он называет «горячими». «Горячие средства характеризуются, стало быть, низкой степенью участия аудитории, а холодные — высокой степенью её участия». Соответственно, отсталые страны являются холодными, развитые — горячими. Речь или телефон — это холодные средства коммуникации. Кино и радио — горячие".
Маклюэн так же рассматривает и аспект психики, обосновывая этим и своё разделение — оно нужно, чтобы можно было отличить те медиа, которые загружают нас и которые нас разгружают.
Маклюэн считал, что исследования медиа принесут плоды только тогда, когда в изучение будет включён и культурный контекст, в котором функционирует медиа.
В своих исследованиях он подчёркивал, что не только медиа, но и новые технологии являются продолжением наших органов чувств.

Одна из самых его известных книг «Галактика Гутенберга», посвящённая уже медиа, вышла в 1962 году, а международную известность ему принесла книга «Понимание медиа», вышедшая в 1964 году и описывающая в одной из глав «Горячие» и «Холодные» медиа.

## «Горячие» медиа
В своей книге Маклюэн характеризует «горячие» медиа следующим образом: "Горячее средство — это такое средство, которое расширяет одно-единственное чувство до степени «высокой определённости». Горячие медиа исключают зрителя или требуют от него немного внимания. Для Маклюэна «высокая четкость» в «горячих» медиа — это «уровень заполнения данных без интенсивного участия зрителя».
Взаимодействуя с «горячими» медиа нам не нужно ничего додумывать или фантазировать, мы получаем информацию в полном её объёме и нам не остаётся ничего, кроме как согласиться с ней. Просматривая кинокартину — мы видим уже законченное произведение, с которым не можем вступить в коммуникацию.

## «Холодные» медиа
«Холодные» медиа по Маклюэну включают в себя участие зрителя/слушателя/человека в эту коммуникацию. «Холодные» медиа предоставляют информацию в неполном или незаконченном виде, что даёт нам место для фантазии и вследствие для взаимодействия с этим типом медиа. Различая фотографию и мультфильм, Маклюэн обращает внимание в первую очередь на разрешение, говоря, что фотография благодаря высокому разрешению «горяча», а мультфильм с «нечеткими контурами» «холоден» и даёт зрителю мало образов, поэтому ему приходится додумывать. Для «холодных» медиа зритель должен быть активен.

## Критика
Современники Маклюэна интересовались его исследованиями. Г. Стерн собрал в книге «Маклюэн: Горячее и прохладное: учебное пособие для понимания и критический симпозиум с ответами Маклюэна» работы Маклюэна о проблемах медиа. В сборниках он предоставил материалы и критику разных авторов, таких как Том Вульф, Раймонд Уильямс, которые обобщали и анализировали его труды.
В 1968 году вышел сборник «Взрыв Маклюэна: Заметки о Маклюэне» и «Понимание средств коммуникации», который включал три первые главы книги Маклюэна «Понимание медиа» и рецензии на книгу.
Критик Раймонд Розенталь опубликовал сборник статей, где он предоставил критику и рецензии теорий Маклюэна. В сборнике «Маклюэн: За и против» различные авторы высказывались как о значимости трудов Маклюэна, так и о положениях его теорий, которые они считали «ненаучными».
Почти во всех этих сборниках критике подвергалась и теория «горячих» и «холодных» медиа. Критики и журналисты говорили о всестороннем подходе к медиа как не всегда правильном инструменте.